# Dumasia prazeri
Dumasia prazeri är en ärtväxtart som beskrevs av S.V.Pradeep och Madhavan Parameswarau Nayar. Dumasia prazeri ingår i släktet Dumasia och familjen ärtväxter. Inga underarter finns listade i Catalogue of Life.